# Маркос Антонио де Лима
Маркос Антонио де Лима (порт. Marcos Antônio de Lima; род. 14 февраля 1975, Маракаи, Сан-Паулу), более известный как И́ндио (порт. Índio)  — бразильский футболист, выступавший на позиции центрального защитника. Попал в символическую сборную чемпионата Бразилии 2006 года. Один из лучших защитников в истории «Интернасьонала».

## Карьера
В 1990-е годы Индио выступал за небольшие команды, не относящиеся к числу лидеров бразильского футбола. В 2002 году он впервые начал играть за один из грандов, «Палмейрас», но в том же году его перекупил «Интернасьонал».
В 2003—2004 годах Индио выступал за «Жувентуде», пока не вернулся в «Интер», где у защитника начался лучший период в карьере. С тех пор он каждый год выигрывает со своим клубом хотя бы один трофей. Вместе с «Интером» он выиграл два Кубка Либертадорес, Южноамериканский кубок, две Рекопы, Клубный чемпионат мира, международный Кубок Дубая, семь раз выигрывал чемпионат штата Риу-Гранди-ду-Сул, трижды становился вице-чемпионом Бразилии.
4 декабря 2009 года сравнялся с одним из лучших защитников мира 1970-х годов чилийцем Элиасом Фигероа по количеству голов за «Интернасьонал». 26 августа 2010 года забил свой 27-й гол за «Интер» и вышел на первое место среди самых результативных защитников в истории «Колорадос». Последний, 33-й гол, за «Интер» Индио забил 7 июля 2013 года в ворота «Васко да Гамы» в матче чемпионата Бразилии.
8 декабря 2014 года, после окончания чемпионата Бразилии, Индио объявил о завершении карьеры футболиста.

## Титулы и достижения
- Вице-чемпион Бразилии (3): 2005, 2006, 2009
- Чемпион Лиги Гаушу (7): 2005, 2008, 2009, 2011, 2012, 2013, 2014
- Обладатель Кубок Либертадорес (2): 2006, 2010
- Обладатель Южноамериканского кубка: 2008
- Обладатель Рекопы (2): 2007, 2011
- Обладатель Кубка Дубая: 2008
- Обладатель Кубка банка Суруга: 2009
- Чемпион Бразилии в Серии C: 1994
- Чемпион Лиги Паулисты в Серии А2 (2-й дивизион) (2): 2000, 2001
- Юниорский кубок имени Жауна Жорже Саада: 1994
- Серебряный мяч Бразилии: 2006
- Участник символической сборной чемпионата Гаушу: 2012